# Садовський Анатолій Володимирович
Анато́лій Володи́мирович Садо́вський (нар. 17 червня 1916 — пом. 5 квітня 1981) — радянський футболіст, що виступав на позиції півзахисника у складі київського «Динамо», дніпропетровської «Сталі» та «Шахтаря» (Сталіно). Після закінчення кар'єри гравця обіймав посаду старшого тренера кременчуцького «Дніпра».

## Життєпис
Анатолій Садовський розпочав кар'єру в складі дніпропетровської «Сталі», захищаючи кольори клубу спочатку на аматорському рівні, а потім і у змаганнях команд майстрів. Головною характеристикою якості його гри стало включення Садовського у 1977 році до складу збірної міста за останні 60 років. Іншим показником стало запрошення у 1941 році до лав київського «Динамо» (транзитом через команду «Локомотив Півдня»), де на той час будували молоду перспективну команду. Анатолій швидко став беззаперечним гравцем основи киян, однак німецько-радянська війна завадила подальшому прогресу молодої команди Михайла Бутусова.
Після закінчення війни Садовський повернувся до Києва, де продовжив виступи у складі «Динамо» ще протягом чотирьох років, після чого перейшов до лав «Шахтаря» (Сталіно). Сезон 1949 став останнім у кар'єрі футболіста, після чого він вирішив повісити бутси на цвях.
Як тренер Анатолій Садовський працював з кременчуцьким «Дніпром» у 1963 році.